# 蜆殼港
蜆殼港(市)（City of Shellharbour），又译作谢尔哈伯(市)，是澳大利亞新南威爾斯州內的一個地方政府，位於雪梨南方100公里處，與北鄰臥龍崗市同屬州內的伊拉瓦拉地區，居民有60,337人。

## 沿革
澳大利亞原住民自公元前17,000年已於當地開始生活；1796年，為歐洲人喬治·巴斯與馬修·福林達斯所發現；1817年至1831年間，「新南威爾斯殖民區」開放自由移民者遷入當地；1851年，蚬殼港始設置為鎮；1859年6月4日，升格為蚬殼港議會（Council）；2009年5月，升格為蚬殼港市。